# Малаков (Онтаріо)
Малаков — громада у районі Рідо-Голборн в Оттаві, Онтаріо.

## Історія
Населений пункт названий на честь боїв за Малахів курган під час Кримської війни (1853—1856).
До 1866 року Малакофф був поштовим відділенням у містечку Мальборо — 26 милях від Оттави та 3 милях від Норт-Гауера; поштмейстером був Джон Пірс. Серед громадян був Роберт Керр, який володів готелем і був торговцем.